# Seznam sladkovodních ryb Evropy
Seznam sladkovodních ryb Evropy obsahuje systematický seznam ryb, které alespoň určitou fázi svého života obývají evropské sladké nebo brakické vody. Neobsahuje druhy vymizelé nebo ty, které nejsou schopny zde dlouhodobě přežívat.
Druhy v Evropě nepůvodní jsou označeny (N).

## Jeseteři(Acipenseriformes)

### Jeseterovití(Acipenseridae)

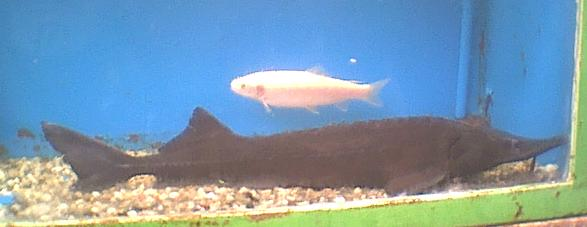
Jeseter malý (Acipenser ruthenus)

- Jeseter ruský (Acipenser gueldenstaedtii)
- Jeseter jaderský (Acipenser naccarii)
- Jeseter hladký (Acipenser nudiventris)
- Jeseter ostrorypý (Acipenser oxyrinchus oxyrinchus)
- Jeseter malý (Acipenser ruthenus)
- Jeseter hvězdnatý (Acipenser stellatus)
- Jeseter velký (Acipenser sturio)
- Vyza velká (Huso huso)

## Holobřiší(Anguilliformes)

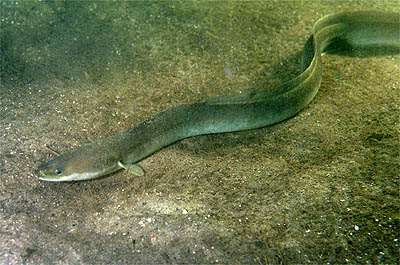
Úhoř říční (Anguilla anguilla

### Úhořovití(Anguillidae)
- Úhoř říční (Anguilla anguilla)

## Bezostní(Clupeiformes)

### Sleďovití(Clupeidae)
- Placka pomořanská (Alosa alosa)
- Placka skvrnitá (Alosa falax)

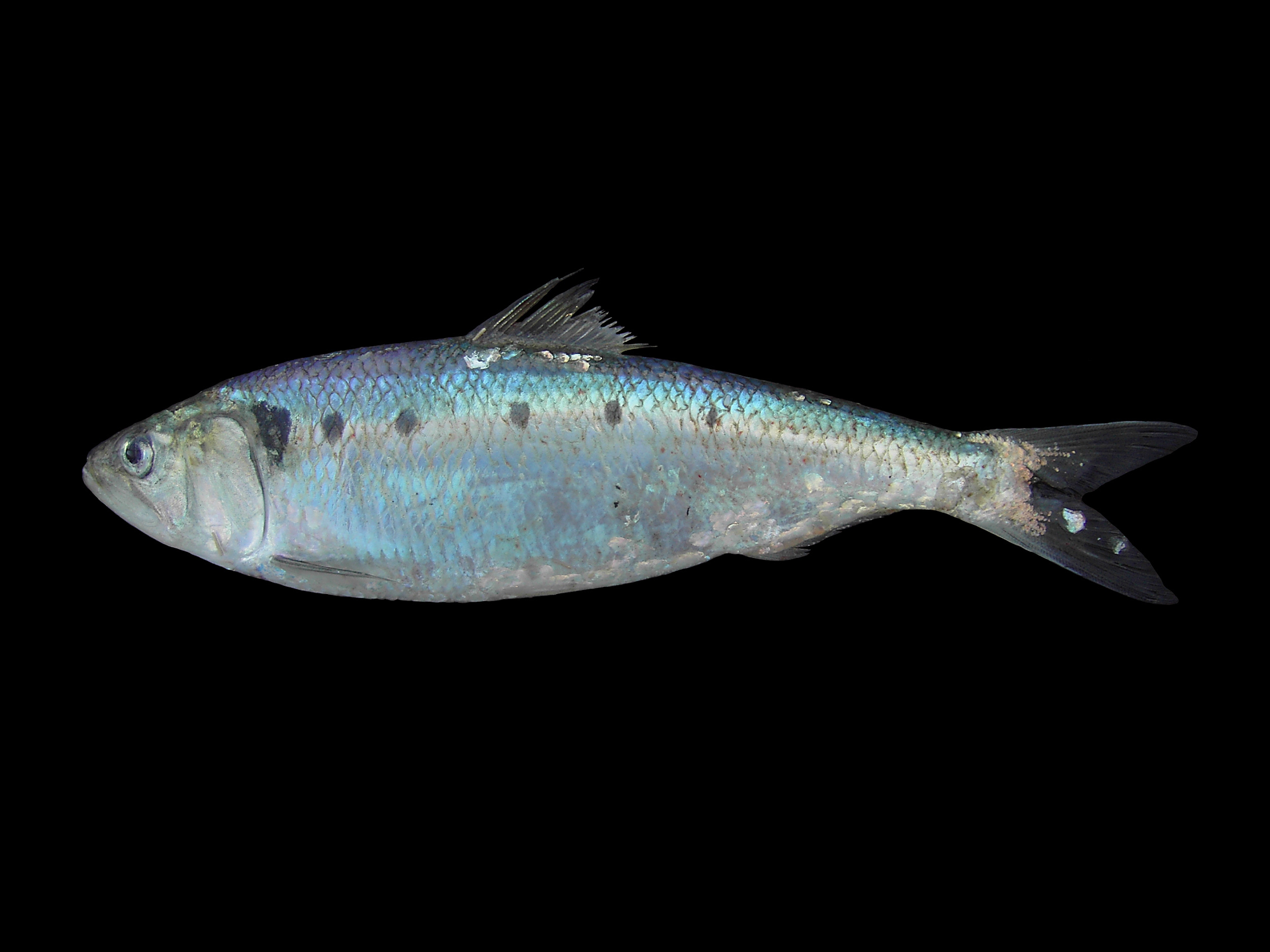
Placka skvrnitá (Alosa falax)

- Sleděc kaspický (Caspialosa caspia)
- Sleděc malooký (Caspialosa maeotica)
- Sleděc kolchidský (Caspialosa pontica)
- Sleděc velkooký (Caspialosa saposhnikovi)
- Sleděc Suvorovův (Caspialosa suworowi)
- Kilka abrauská (Clupeonella abrau)
- Kilka obecná (Clupeonella cultiventris)

## Lososotvární(Salmoniformes)

### Lososovití(Salmonidae)
- Síh malý (Coregonus albula)
- Síh severní (Coregonus lavaretus)
- Síh peleď (Coregonus peled)
- Hlavatka obecná (Hucho hucho)

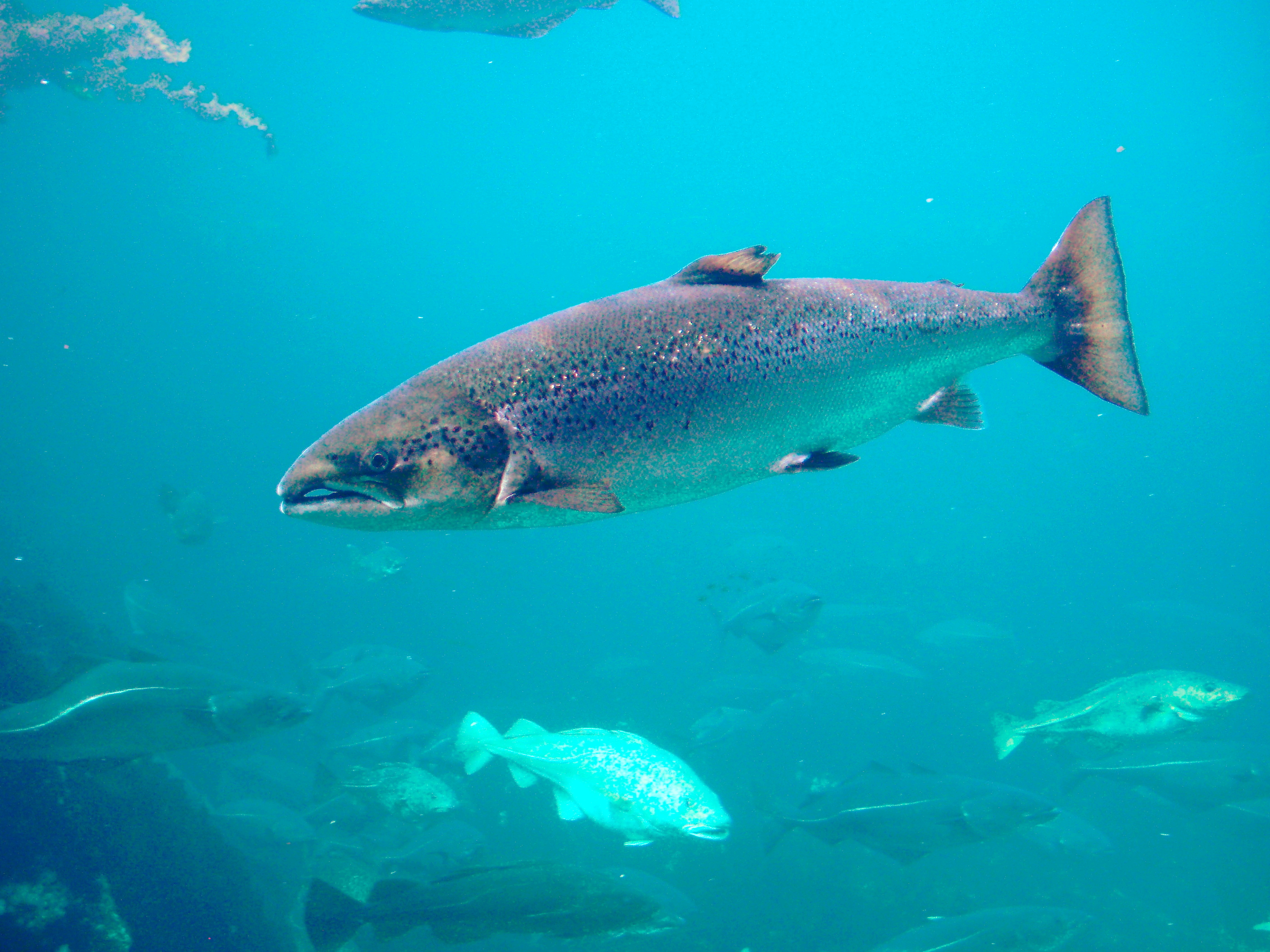
Losos obecný (Salmo salar)

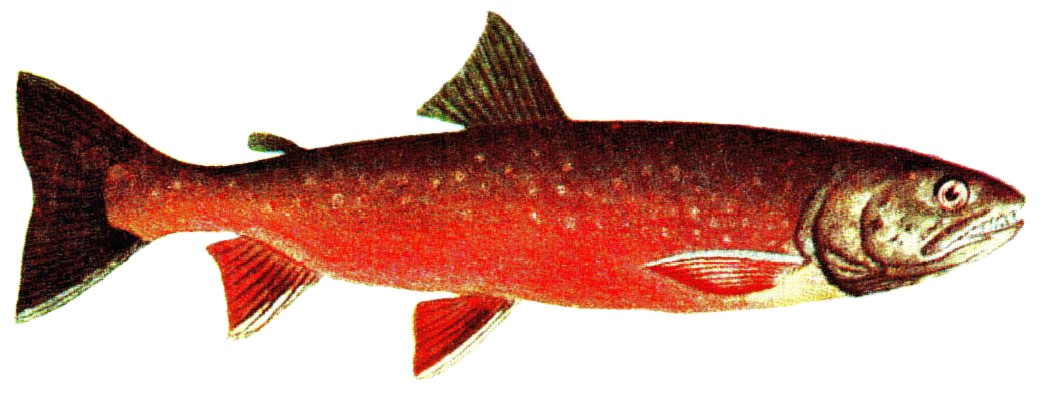
Siven alpský (Salvelinus alpinus)

- Losos gorbuša (Oncorhynchus gorbuscha) (N)
- Losos keta (Oncorhynchus keta) (N)
- Pstruh duhový (Oncorhynchus mykiss) (N)
- Losos obecný (Salmo salar)
- Pstruh obecný potoční (Salmo trutta fario)
- Pstruh obecný jezerní (Salmo trutta lacustris)
- Losos dalmatský (Salmothymus obstusirostris)
- Siven alpský (Salvelinus alpinus)
- Siven americký (Salvelinus fontinalis) (N)
- Nelma obecná (Stenodus leucichthys)
- Lipan podhorní (Thymallus thymallus)

## Koruškotvární(Osmeriformes)

### Koruškovití(Osmeridae)
- Koruška mořská (Osmerus eperlanus)

## Štikotvární(Esociformes)

### Štikovití(Esocidae)

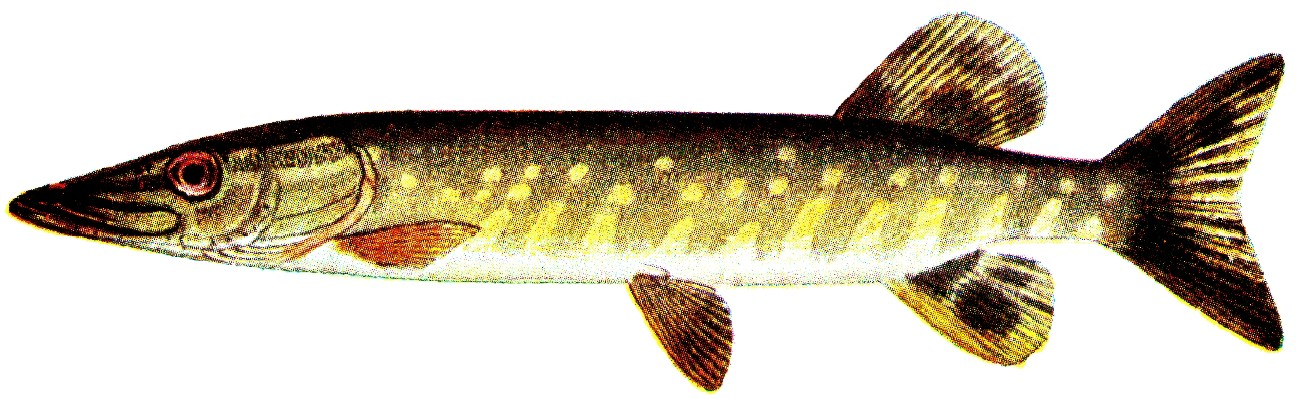
Štika obecná (Esox lucius)

- Štika obecná (Esox lucius)

### Blatňákovití(Umbridae)
- Blatňák tmavý (Umbra krameri)
- Blatňák americký (Umbra limi) (N)

## Máloostní(Cypriniformes)

### Kaprovití(Cyprinidae)
- Cejn velký (Abramis brama)
- Cejn perleťový (Abramis sapa)
- Cejn siný (Abramis ballerus)
- Cejnek malý (Blicca bjoerkna)
- Bolen dravý (Aspius aspius)

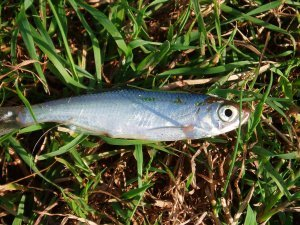
Ouklej obecná (Alburnus alburnus)

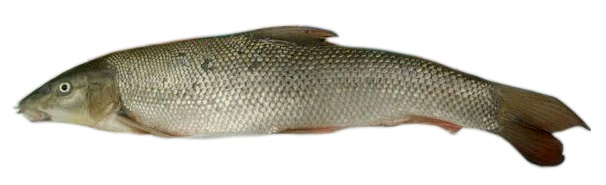
Parma obecná (Barbus barbus)

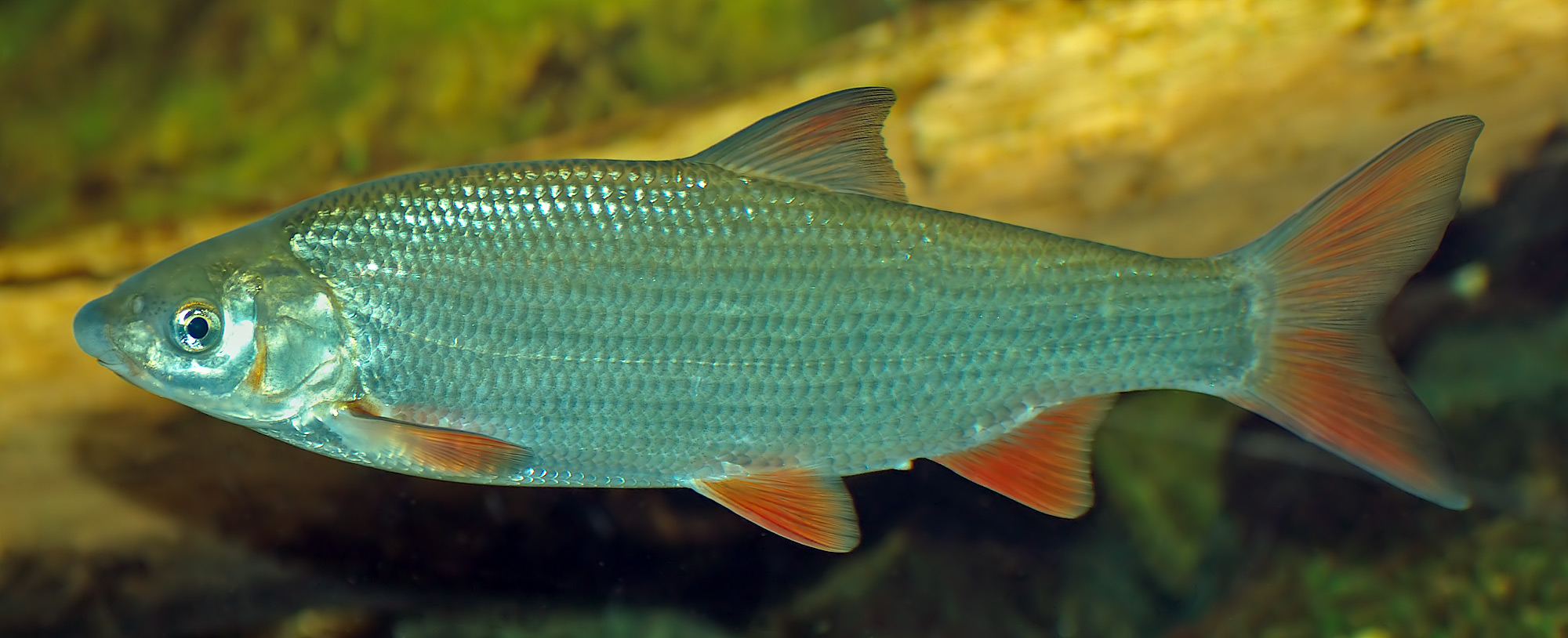
Ostroretka stěhovavá (Chondrostoma nasus)

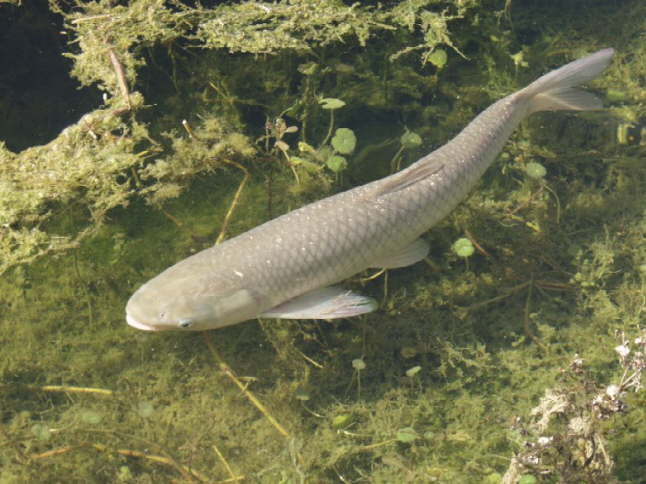
Amur bílý (Ctenopharyngodon idella)

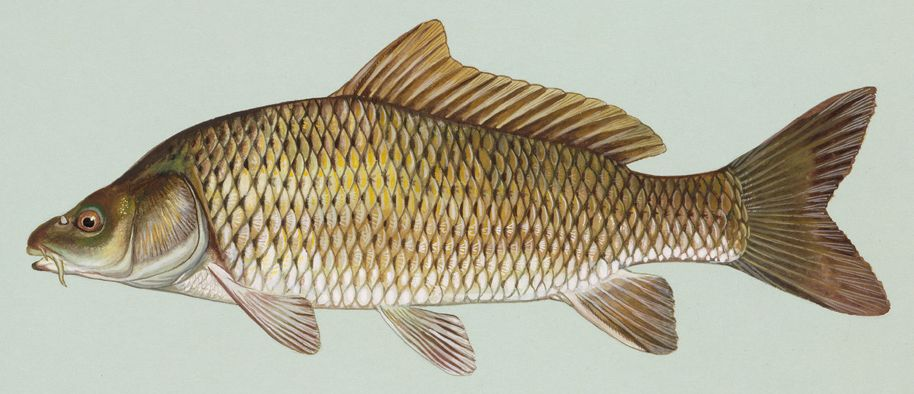
Kapr obecný (Cyprinus carpio)

Slunka stříbřitá (Leucaspius delineatus)

- Ouklejka pruhovaná (Alburnoides bipunctatus)
- Ouklej obecná (Alburnus alburnus)
- Saramugo španělský (Anaecypris hispanica)
- Parma obecná (Barbus barbus)
- Parma středomořská (Barbus meridionalis)
- Karas stříbřitý (Carassius auratus) (N)
- Karas obecný (Carassius carassius)
- Ostroretka stěhovavá (Chondrostoma nasus)
- Amur bílý (Ctenopharyngodon idella) (N)
- Amur černý (Mylopharyngodon piceus) (N)
- Kapr obecný (Cyprinus carpio)
- Hrouzek obecný (Gobio gobio)
- Hrouzek dlouhovousý (Gobio uranoscopus)
- Hrouzek běloploutvý (Gobio albipinnatus)
- Hrouzek Kesslerův (Gobio kessleri)
- Tolstolobik bílý (Hypophthalmichthys molitrix) (N)
- Tolstolobec pestrý (Aristichtys nobilis) (N)
- Slunka obecná (Leucaspius delineatus)
- Jelec tloušť (Leuciscus cephalus)
- Jelec Danilevského (Leuciscus danilewskii)
- Jelec jesen (Leuciscus idus)
- Jelec ilyrský (Leuciscus illyricus)
- Jelec proudník (Leuciscus leuciscus)
- Jelec makal (Leuciscus microlepis)
- Jelec chorvatský (Leuciscus polylepis)
- Jelec ručejník (Leuciscus souffia)
- Jelec jaderský (Leuciscus svallize)
- Jelec Turského (Leuciscus turskyi)
- Jelec ukliva (Leuciscus ukliva)
- Ostrucha křivočará (Pelecus cultratus)
- Střevlice dalmatská (Phoxinellus adspersus)
- Střevlice dubrovnická (Phoxinellus pstrossii)
- Střevlice řecká (Phoxinellus stymphalicus)
- Střevle bahenní (Phoxinus percnurus)
- Střevle potoční (Phoxinus phoxinus)
- Střevlička východní (Pseudorasbora parva) (N)
- Hořavka obecná (Rhodeus sericeus)
- Plotice perleťová (Rutilus frisii)
- Plotice lesklá (Rutilus pigus)
- Plotice obecná (Rutilus rutilus)
- Plotice jihoevropská (Rutilus rubilio)
- Plotice makedonská (Pachychilon macedonicum)
- Plotice albánská (Pachychilon pictum)
- Plotice iberská (Rutilus lemmingii)
- Plotice ouklejovitá (Rutilus alburnoides)
- Perlín ostrobřichý (Scardinius erythrophthalmus)
- Perlín peloponéský (Scardinius graecus)
- Lín obecný (Tinca tinca)
- Podoustev říční (Vimba vimba)

### Mřenkovití(Balitoridae)

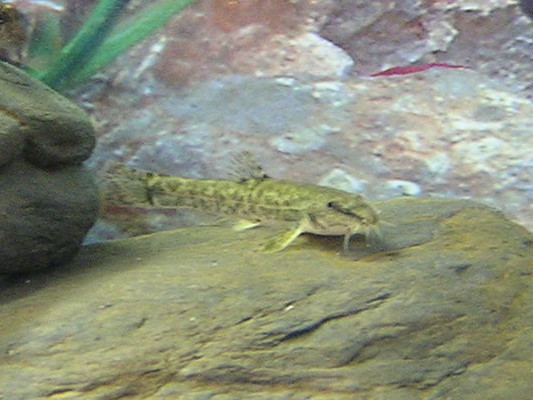
Mřenka mramorovaná (Barbatula barbatula)

- Mřenka mramorovaná (Barbatula barbatula)
- Mřenka kavkazská (Barbatula merga)
- Mřenka středomořská (Nemacheilus angorae)

### Sekavcovití(Cobitidae)

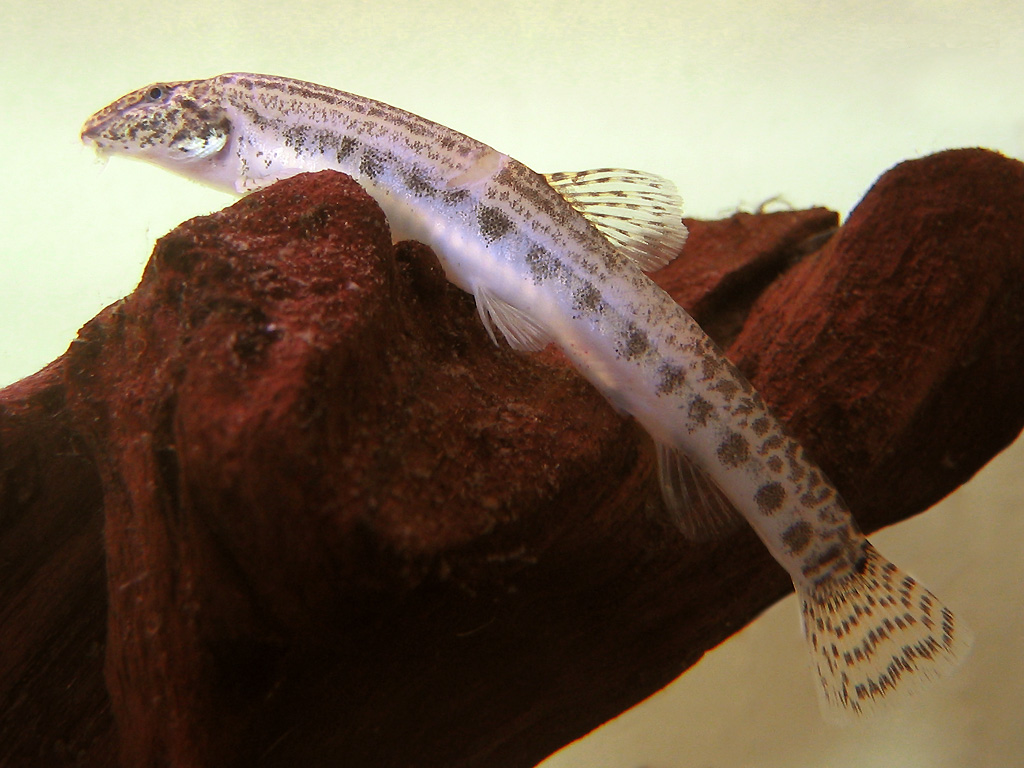
Sekavec písečný (Cobitis taenia)

- Piskoř pruhovaný (Misgurnus fossilis)
- Sekavec písečný (Cobitis taenia)
- Sekavec benátský (Cobitis conspersa)
- Sekavec štíhlý (Cobitis elongata)
- Sekavec italský (Cobitis larvata)
- Sekavčík horský (Sabanejewia aurata)
- Sekavčík kaspický (Sabanejewia caspia)
- Sekavčík kavkazský (Sabanejewia caucasica)
- Sekavčík rumunský (Sabanejewia romanica)

## Sumci(Siluriformes)

### Sumcovití(Siluridae)
- Sumec velký (Silurus glanis)

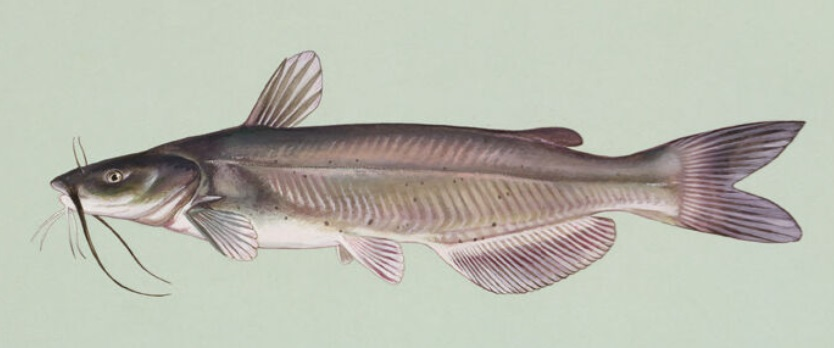
Sumeček skvrnitý (Ictalurus punctatus)

- Sumec Aristotelův (Silurus aristotelis)

### Sumečkovití(Ictaluridae)
- Sumeček americký (Ictalurus nebulosus) (N)
- Sumeček skvrnitý (Ictalurus punctatus) (N)
- Sumeček černý (Ictalurus melas) (N)

## Hrdloploutví(Gadiformes)

### Mníkovití(Lotidae)
- Mník jednovousý (Lota lota)

## Halančíkovci(Cyprinodontiformes)

### Halančíkovcovití(Cyprinodontidae)

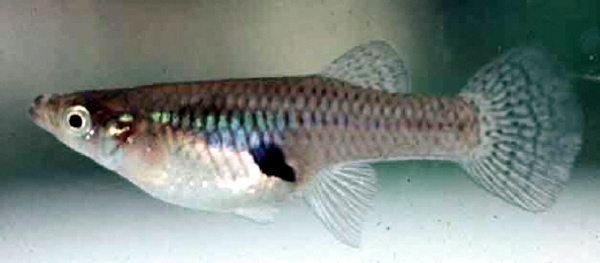
Živorodka komáří (Gambusia affinis)

- Halančíkovec pruhovaný (Aphanius fasciatus)
- Halančíkovec iberský (Aphanius iberus)

### Samarukovití(Valenciidae)
- Samaruk španělský (Valencia hispanica)
- Samaruk (Valencia letourneuxi)

### Živorodkovití(Poeciliidae)
- Živorodka komáří (Gambusia affinis) (N)

## Gavúni(Atheriniformes)

### Gavúnovití(Atherinidae)
- Gavún štíhlý (Atherina boyeri)

## Cípalové(Mugiliformes)

### Cípalovití(Mugilidae)
- Cípal hlavatý (Mugil cephalus)

## Volnoostní(Gasterosteiformes)

### Koljuškovití(Gasterosteidae)

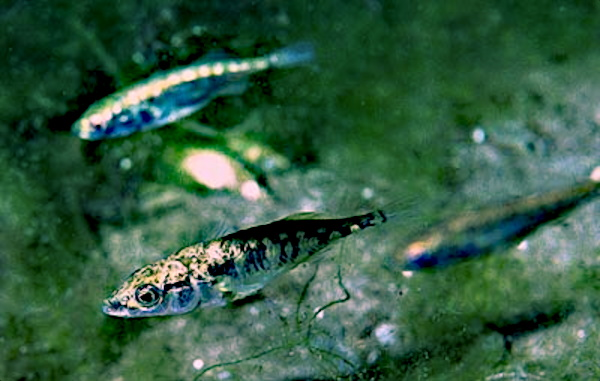
Koljuška tříostná (Gaterosteus aculeatus)

- Koljuška tříostná (Gasterosteus aculeatus)
- Koljuška devítiostná (Pungitius pungitius)
- Koljuška širokoostná (Pungitius platygaster)
- Koljuška mořská (Spinachia spinachia)

### Jehlovití(Syngnathidae)
- Jehla (Syngnathus abaster)
- Jehla tmavobřichá (Syngnathus nigrolineatus)

## Ostnoploutví(Perciformes)

### Okounovití(Percidae)

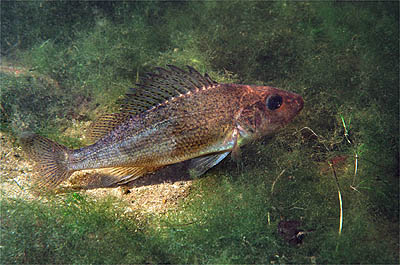
Ježdík obecný (Gymnocephalus cernuus)

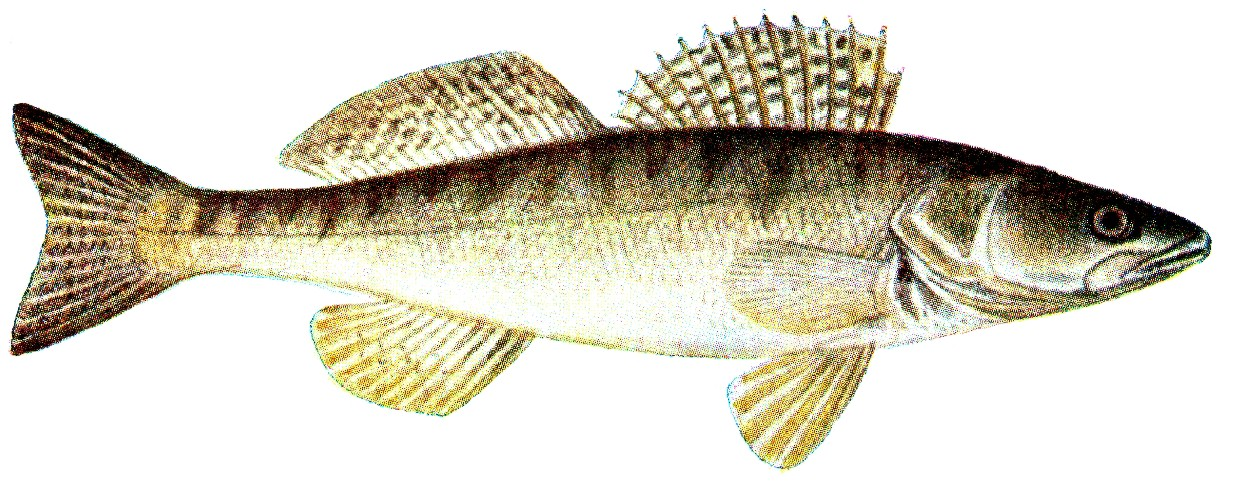
Candát obecný (Sander lucioperca)

- Ježdík donský (Gymnocephalus acerina)
- Ježdík dunajský (Gymnocephalus baloni)
- Ježdík obecný (Gymnocephalus cernuus)
- Ježdík žlutý (Gymnocephalus schraetser)
- Okoun říční (Perca fluviatilis)
- Perkarina průsvitná (Percarina demidoffii)
- Paokoun vrankovitý (Romanichthys valsanicola)
- Candát obecný (Sander lucioperca)
- Candát mořský (Sander marinus)
- Candát východní (Sander volgensis)
- Drsek rhonský (Zingel asper)
- Drsek balkánský (Zingel balcanicus)
- Drsek menší (Zingel streber)
- Drsek větší (Zingel zingel)

### Okounkovití(Centrarchidae)
- Slunečnice pestrá (Lepomis gibbosus) (N)
- Okounek černý (Micropterus dolomieu) (N)
- Okounek pstruhový (Micropterus salmoides) (N)

### Vrubozubcovití(Cichlidae)
- Kančík žíhaný (Cichlasoma facetum) (N)

### Slizounovití(Blenniidae)
- Slizoun říční (Salaria fluviatilis)

### Hlaváčovití(Gobiidae)

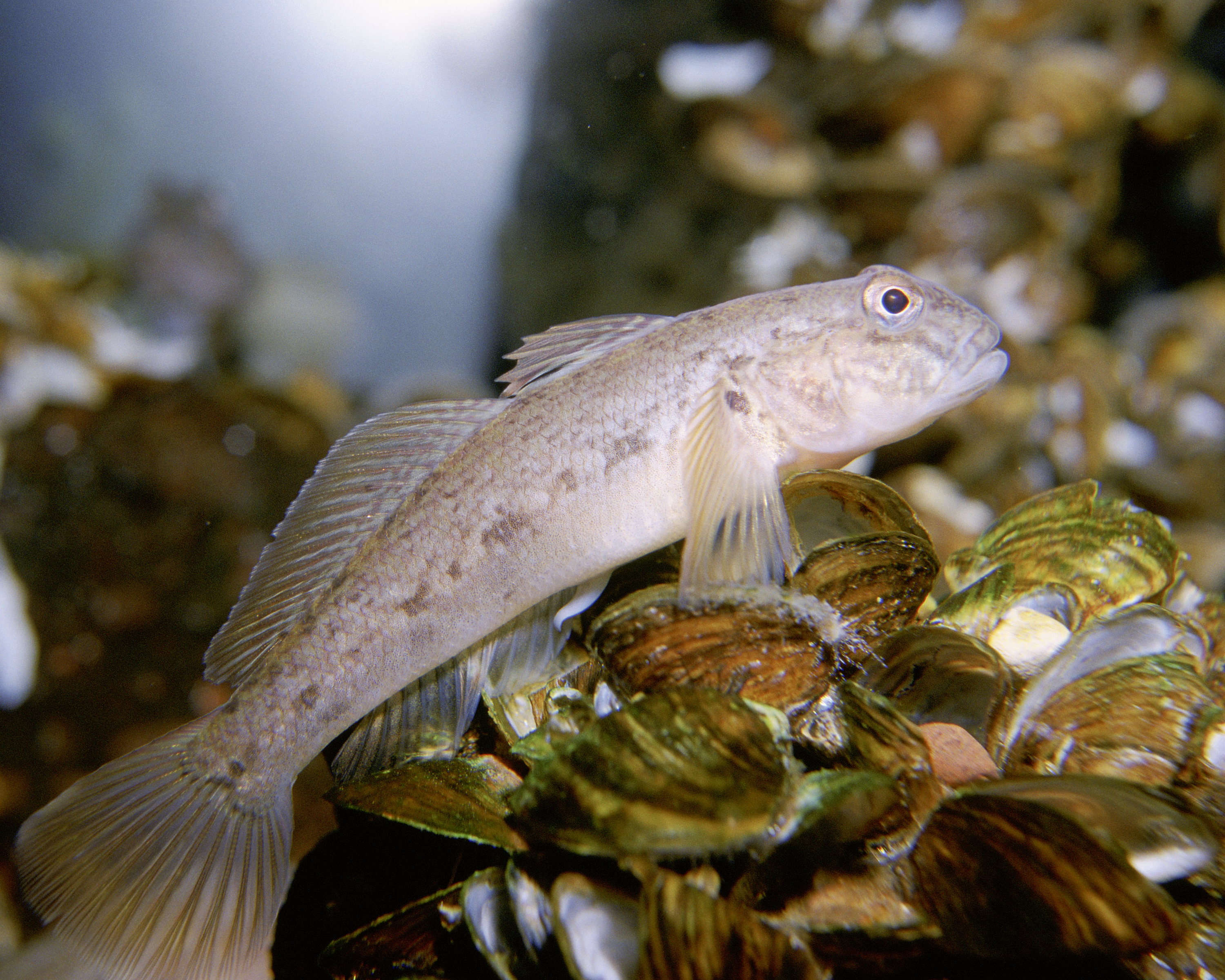
Hlaváč černoústý (Neogobius melanostomus)

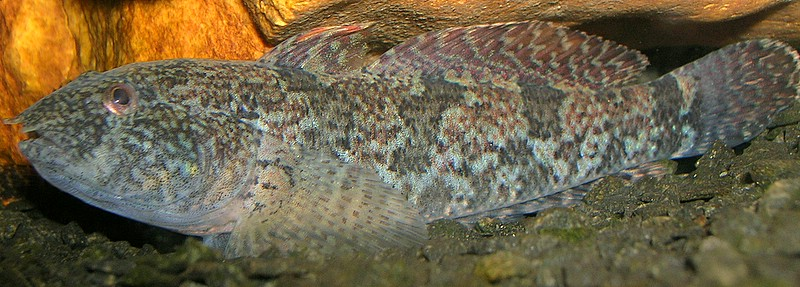
Hlavačka skvrnitá (Proterorhinus marmoratus)

- Hlaváč pruhovaný (Benthophiloides brauneri)
- Hlaváč tečkovaný (Benthophiloides granulosus)
- Hlaváč širokohlavý (Benthophilus macrocephalus)
- Hlaváč hvězdnatý (Benthophilus stellatus)
- Hlaváč kaspický (Caspiosoma caspium)
- Hlaváč čtyřpruhý (Chromogobius quadrivittatus)
- Hlaváč černý (Gobius niger)
- Hlaváč Bergův (Hyrcanogobius bergi)
- Hlaváč kavkazský (Knipowitschia caucasica)
- Hlaváč dlouhoocasý (Knipowitschia longecaudata)
- (Knipowitschia panizzae)
- Hlaváč žabohlavý (Mesogobius batrachocephalus)
- Hlaváč říční (Neogobius fluviatilis)
- Hlaváč lysohrdlý (Neogobius gymnotrachelus)
- Hlaváč Kesslerův (Neogobius kessleri)
- Hlaváč černoústý (Neogobius melanostomus)
- Hlaváč syrman (Neogobius syrman)
- Hlaváč černolící (Padogobius nigricans)
- Hlaváč Panizzův (Padogobius panizzai)
- Hlaváč Canestriniův (Pomatoschistus canestrinii)
- Hlaváč písečný (Pomatoschistus microps)
- Hlavačka skvrnitá (Proterorhinus marmoratus)
- Hlaváč hadohlavý (Zosterisessor ophiocephalus)

### Morčákovití(Moronidae)
- Morčák evropský (Dicentrarchus labrax)
- Morčák tečkovaný (Dicentrarchus punctatus)

## Ropušnicotvární(Scorpaeniformes)

### Vrankovití(Cottidae)
- Vranka obecná (Cottus gobio)
- Vranka malá (Cottus petiti)

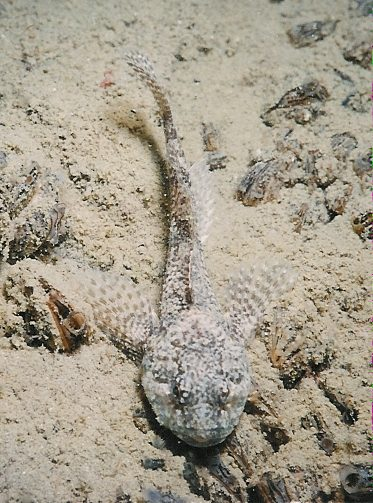
Vranka obecná (Cottus gobio)

- Vranka pruhoploutvá (Cottus poecilopus)
- Pulec čtyřrohý (Myoxocephalus quadricornis)

## Platýsi(Pleuronectiformes)

### Platýsovití(Pleuronectidae)
- Platýs bradavičnatý (Platichthys flesus)
- Kambala polární (Liopsetta glacialis)